# Schwarzwaldska šunka
Schwarzwaldska šunka (njemački Schwarzwälder Schinken) je dimljena šunka bez kostiju koja je pripremljena po staroj tradiciji u njemačkoj regiji Schwarzwaldu. 
Izraz "Schwarzwaldska šunka" je zaštićena oznaka podrijetla u Europskoj uniji, što znači da sve što se prodaje u EU pod tim imenom mora doći iz Schwarzwalda.
Schwarzwaldska šunka je najpopularnija i najprodavanija šunka Europe.[nedostaje izvor]
Za pripremu šunke prvo se meso ručni soli te premazuje češnjakom, korijanderom, crnim paprom i borovicom. Dva tjedna treba ostati usoljena, daljnja dva tjedna treba biti u komori dimljenja. Nako toga se šunka dimi na hladnom u posebnim komorama nad svježim drvom jele - i smreke iz Schwarzwalda, i to tri tjedna na 25 stupnjeva. To joj daje karakterističan, snažan miris i tipičnu tamno smeđu koru. Nakom dimljenja šunka još sazrijeva dva do tri tjedna na zraku.
U skladu sa smjernicama Europske unije otprilike jedna petina Schwarzwaldske šunke se sastoji iz masti bijelog ruba. Mora biti proizvedena u Schwarzwaldu. Međutim, velik dio mesa dolazi iz drugih krajeva Njemačke i drugih europskih zemalja.
Schwarzwaldska slanina se proizvodi na isti način.